# Прохорьонки
Прохорьо́нки (рос. Прохорёнки) — присілок у складі Котельницького району Кіровської області, Росія. Входить до складу Юбілейного сільського поселення.
Населення становить 3 особи (2010, 4 у 2002).
Національний склад станом на 2002 рік — росіяни 100 %.